# Gòtic americà
Gòtic americà (títol original en anglès: American Gothic) és una pintura de 1930 de Grant Wood, que es troba a l'Institut d'Art de Chicago.
Fa el pintor una alabança de les virtuts de la castedat, el rigor, l'austeritat i el treball? O els parodia? Wood va definir aquesta obra com un retrat afectuós d'una família de l'Oest Mitjà. Però mai va aclarir si els exalça o en fa mofa.
Hom resta davant una icona de l'art nord-americà del primer terç del segle xx. És tant famós en aquell continent com La Gioconda ho és a Europa, que s'ha convertit també en una icona de la cultura pop per la gran quantitat de paròdies i mems que se n'han fet; si feu una ullada ràpida a internet trobareu que la parella de grangers ha estat suplantada per muppets, gossos, zombies i ninots de lego.
En l'original, l'home amb el rasclet a la mà és la imatge de l'home treballador, i la dona, amb posat seriós, vestit i pentinat impecables i davantal, el símbol de la muller virtuosa. Posen davant de la casa com se solia fer en les fotografies de l'Amèrica profunda a finals del segle XIX: els matrimonis orgullosos davant de la seva propietat. L'estampa és significativa, perquè l'any en què va ser pintada, el 1930, el país havia patit la Gran Depressió. Sembla que, encerta manera, Wood volia donar l'esperança que a través del treball dur i uns valors ferms és possible avançar.
L'obra va impulsar el pintor a la fama. Fins aquell moment la vida de Wood no havia estat fàcil. De jove havia marxat a Europa per aprendre a pintar, però en va tornar decebut perquè no l'havien valorat. Va instal·lar-se a la petita ciutat de Cedar Rapids, a Iowa, on va haver de viure a l'àtic d'una funerària que compartia amb la seva germana i la seva mare vídua. La seva fortuna va canviar quan va presentar l'obra a un concurs de l'Institut d'Art de Chicago. Tots els jutges podien interpretar la peça com una sàtira, Wood va ser premiat. Des d'aleshores el quadre no s'ha mogut d'aquest museu, on encara avui hom el pot contemplar i centenars d'artistes s'acosten a inspirar-s'hi.

## Curiositats
El dentista de Wood va ser el model per a la figura masculina: tenia càries sovint i va tenir temps per a valorar la seva particular fesomia. El rasclet és el símbol de la feina dura.
Per a la dona va triar una model més convencional en el món de l'art: la seva germana. Tot i així, la diferència d'edat del suposat matrimoni li va valdre alguns escàndols, tot i que els models no van posar mai junts ni van ser mai davant d'aquesta casa.
Tot viatjant per Iowa, a Wood li va cridar l'atenció una casa de camp inusual a la petita ciutat d'Eldon, amb finestres altes i de volta apuntada com les del gòtic europeu. L'artista en va quedar captivat, va fer-ne esbossos i li va servir per al rerefons del quadre. Avui és un centre d'interpretació de la figura i l'obra de Wood --per descomptat l'atractiu principal és fer-se la fotografia en la pose de la parella.